# La Violencia
La Violencia (in italiano "la violenza") è un periodo della storia della Colombia caratterizzato da violenti scontri fra sostenitori del Partito Liberale e del Partito Conservatore. Nell'ambito di questo conflitto fra il 1948 e il 1958 morirono oltre 200 000 persone.
Si indica generalmente come data di inizio del conflitto il 1948, con l'omicidio del candidato liberale alla presidenza Jorge Eliécer Gaitán, e come anno di conclusione il 1958, con l'accordo di governo fra conservatori e liberali detto Frente Nacional (in italiano Fronte Nazionale).
Altri collocano tuttavia l'inizio del conflitto nel 1946, quando i conservatori ritornano al governo dopo sedici anni di governo dei liberali, e la fine del periodo è talvolta collocata nel 1953, con il colpo di stato incruento di Gustavo Rojas Pinilla e la concessione di amnistie ai responsabili delle violenze, o nel 1966, quando, con la fondazione delle FARC, si colloca l'inizio del conflitto armato colombiano.

## L'inizio
Le tensioni cominciano nel 1946, quando nel Partito Liberale si evidenzia una spaccatura fra la vecchia guardia, rappresentata da Gabriel Turbay, e la nuova corrente, più radicale, guidata da Jorge Eliécer Gaitán. Nonostante la maggiore popolarità del secondo, il partito sceglie come proprio candidato Turbay. La decisione di Gaitán di presentarsi ugualmente alle elezioni consente al candidato conservatore Mariano Ospina Pérez di vincere le elezioni e diventare Presidente, sottraendo la carica al Partito Liberale per la prima volta in sedici anni.
L'anno successivo la corrente del Partito Liberale guidata da Gaitán ottiene ampi successi elettorali in tutto il Paese, facendo di fatto di lui il nuovo leader del partito, specie dopo la morte di Turbay.

In questo periodo cominciano a verificarsi, soprattutto nelle campagne, numerosi episodi di violenza fra i sostenitori dei due partiti.
Il 9 aprile 1948 Gaitán viene ucciso a Bogotà da un uomo di nome Juan Roa Sierra, poi linciato dalla folla. L'episodio provoca il cosiddetto Bogotazo, una giornata di rivolta nella capitale e in altre città colombiane, durante la quale vengono assaltate case, negozi, chiese e edifici considerati legati al Partito Conservatore o al governo, e muoiono fra le 500 e le 3000 persone.

## La violenza
Nel 1949, davanti ai successi elettorali del Partito Liberale, che preannunciano una sua imminente riconquista della presidenza, il Presidente conservatore Ospina Perez alza i toni, e con l'aumentare della tensione bande di sostenitori del Partito Conservatore chiamate pajaros (in italiano passeri) avviano una campagna di massacri e assassini in varie parti del Paese, con la compiacenza del governo e della polizia.
Quando i liberali cercano di mettere in stato di accusa il Presidente, questi proclama lo stato di assedio e assume poteri dittatoriali. I liberali decidono allora di non partecipare alle elezioni del dicembre 1949, vinte così dal conservatore Laureano Gómez, unico candidato, considerato all'estrema destra del partito. Questi prosegue la politica di repressione del predecessore.
Durante la presidenza Gómez si raggiunge il più alto livello di violenza. I liberali organizzano vere e proprie formazioni guerrigliere, alle quali si oppongono polizia, esercito e milizie filo-conservatrici, col supporto fra gli altri degli Stati Uniti. In alcune zone del Paese si formano anche gruppi armati legati al Partito Comunista, detti gruppi di autodifesa, allo scopo di proteggere i contadini dalle violenze dei conservatori. Fra guerriglieri comunisti e liberali ha luogo talvolta un certo coordinamento, seppur non sistematico.

## La dittatura di Rojas Pinilla
I gruppi guerriglieri attivi nelle diverse aree del Paese iniziano a coordinarsi e riescono a mettere a segno importanti azioni dimostrative. La deriva autoritaria e falangista del governo e l'evidente incapacità di reprimere l'insurrezione gli fanno perdere consenso, fino a che, nel giugno 1953, il Presidente Laureano Gómez viene deposto con un golpe militare incruento che porta al potere il generale Gustavo Rojas Pinilla, col supporto dei liberali e dei settori più moderati del Partito Conservatore, fra cui l'ex presidente Ospina Pérez.
Questi cerca l'accordo con la guerriglia per far terminare le violenze, offrendo una parziale amnistia. Nei mesi successivi il Partito Liberale riprende l'attività politica e la maggior parte delle formazioni guerrigliere smobilitano, lasciando attivi solo gruppi armati marxisti più marginali. Rojas usa contro di essi il pugno di ferro, mettendo fuori legge il Partito Comunista e avviando una campagna di annientamento.
Nel giro di un anno il sostegno di liberali e conservatori a Rojas Pinilla viene meno, e il governo prende una piega autoritaria. Riprendono le violenze fra liberali e conservatori, nell'ambito di un conflitto comunque molto più limitato rispetto ai primi anni.

## La conclusione
Nel 1957 Rojas Pinilla si fa rieleggere presidente per altri quattro anni da un'assemblea costituente in buona parte da lui stesso nominata. I dirigenti storici dei partiti conservatore e liberale si accordano allora per porre fine alla dittatura militare e alle violenze fra le due fazioni: l'accordo prevede un'alternanza dei due partiti al potere per quattro mandati presidenziali a partire dal 1958 (fino quindi al 1974). Tale sistema viene chiamato Frente Nacional. Rojas Pinilla è costretto a dimettersi e una giunta militare di transizione assume il potere.
Con l'arrivo al potere del Frente Nacional nel 1958 si individua generalmente la fine della Violencia. Tuttavia l'accordo fra liberali e conservatori non accontenta tutti. Nasce su iniziativa di Rojas Pinilla il partito Alleanza Nazionale Popolare, che si oppone al Frente Nacional. Nelle campagne prosegue il fenomeno del bandolerismo: contadini, ex guerriglieri ed ex paramilitari che, messe in secondo piano le affiliazioni politiche in seguito ad amnistie e accordi fra i partiti, si danno alla criminalità comune, specie con furti e rapine ai danni di grandi imprese agricole, godendo talora del supporto delle popolazioni rurali delle zone dove operano.
Inoltre, le Autodefensas Campesinas, milizie legate al Partito Comunista fino a questo momento piuttosto marginali, dopo aver interrotto fra il 1957 e il 1960 le azioni armate senza però deporre le armi, vedono i loro leader ammazzati da ex guerriglieri liberali nonostante amnistie e accordi. Dopo la morte nel 1960 di Charro Negro, capo del gruppo armato comunista del dipartimento di Tolima, la guerriglia comunista nella regione si riattiva sotto il comando di Tirofijo, futuro fondatore e comandante delle Forze Armate Rivoluzionarie della Colombia (FARC), nate nel 1966 come evoluzione delle Autodefensas Campesinas.
Nel 1964 nasce l'Esercito di Liberazione Nazionale (ELN), composto da ribelli addestrati a Cuba e ispirati dall'esperienza castrista. Figura emblematica dell'organizzazione è il sacerdote Camilo Torres, esponente della teologia della liberazione.
La fondazione di FARC ed ELN segna l'inizio di un altro tipo di conflitto nel Paese, che si protrarrà per i successivi cinquant'anni.

## Interpretazioni storiche
Se per alcuni la fine della Violencia segnò il ritorno alla normalità, per altri fu solo l'inizio di quello che più tardi si trasformò nel conflitto armato colombiano. A guerriglia finita, infatti, nacquero diversi gruppi autonomi non più legati a partiti politici seppur aderenti a ideologie opposte (estrema destra, estrema sinistra) come: MOEC (1959), FARC ed ELN.

### Teorie cospirative
Le motivazioni e i reali (o presunti) istigatori della brutale violenza furono oggetto di credenze cospirative da parte di più fronti e diverse persone od organizzazioni furono accusate d'aver favorito La Violencia.

#### Anticlericalismo
Dopo la morte di Gaitán, prese voce tra i più importanti capi della sinistra colombiana che i conservatori avessero complottato con reduci nazisti, falangisti e membri del clero al fine di destabilizzare la situazione politica in Colombia attraverso l'uso della violenza. Seguendo queste credenze, nei primi anni della guerriglia gli omicidii di preti e attentati contro esponenti clericali furono giustificati dai membri del PL in quanto rei d'essere artefici dell'ondata di violenza del paese.
In tutta la nazione, le forze militari dei liberali furono occupate nella distruzione di conventi e chiese, uccisione di preti e ricerca di armi nei luoghi di culto cattolici per trovare prove del loro effettivo coinvolgimento nella violenza. Uno dei casi più celebri e cruenti di questo odio anticlericale fu l'uccisione barbara del sacerdote Pedro María Ramírez, assassinato a colpi di machete e trascinato per la strada legato a un furgone, nonostante i militari non avessero trovato alcun'arma nella sua chiesa.

#### Legami tra massoni e liberali
Se da una parte i liberali perseguivano barbaramente i clericali colombiani con l'accusa di complotti, i conservatori fecero altrettanto trovando legami tra membri del PL e mondo massone. Andò delineandosi l'idea di un vasto complotto anticristiano, facente parte di un più grande progetto mondiale coordinato da forze massoniche e giudaiche, anche in base all'effettiva appartenenza di diversi membri liberali ad associazioni massoniche.
Dal momento che entrambe le fazioni sostennero l'esistenza di una sorta di complotto ai danni sia loro che della nazione, si riuscì a rendere quanto più sospettoso e frenetico l'ambiente politico e sociale, dal momento che ognuno sospettava dell'altro.